# Phelps County, Missouri
Phelps County är ett administrativt område i delstaten Missouri, USA, med 45 156 invånare. Den administrativa huvudorten (county seat) är Rolla. 

## Geografi
Enligt United States Census Bureau har countyt en total area på 1 746 km². 1 743 km² av den arean är land och 4 km² är vatten.    

### Angränsande countyn
- Maries County - nordväst
- Gasconade County - nordost
- Crawford County - öst
- Dent County - sydost
- Texas County - söder
- Pulaski County - väst